# Nika Igorevich Chkhapeliya
Nika Igorevich Chkhapeliya (tiếng Nga: Ника Игоревич Чхапелия, Abkhazian: Ника Игор-иҧа Чҳапелиа; sinh ngày 26 tháng 4 năm 1994) là một cầu thủ bóng đá người Nga. Anh thi đấu cho FC Fakel Voronezh.